# Backofenthermometer

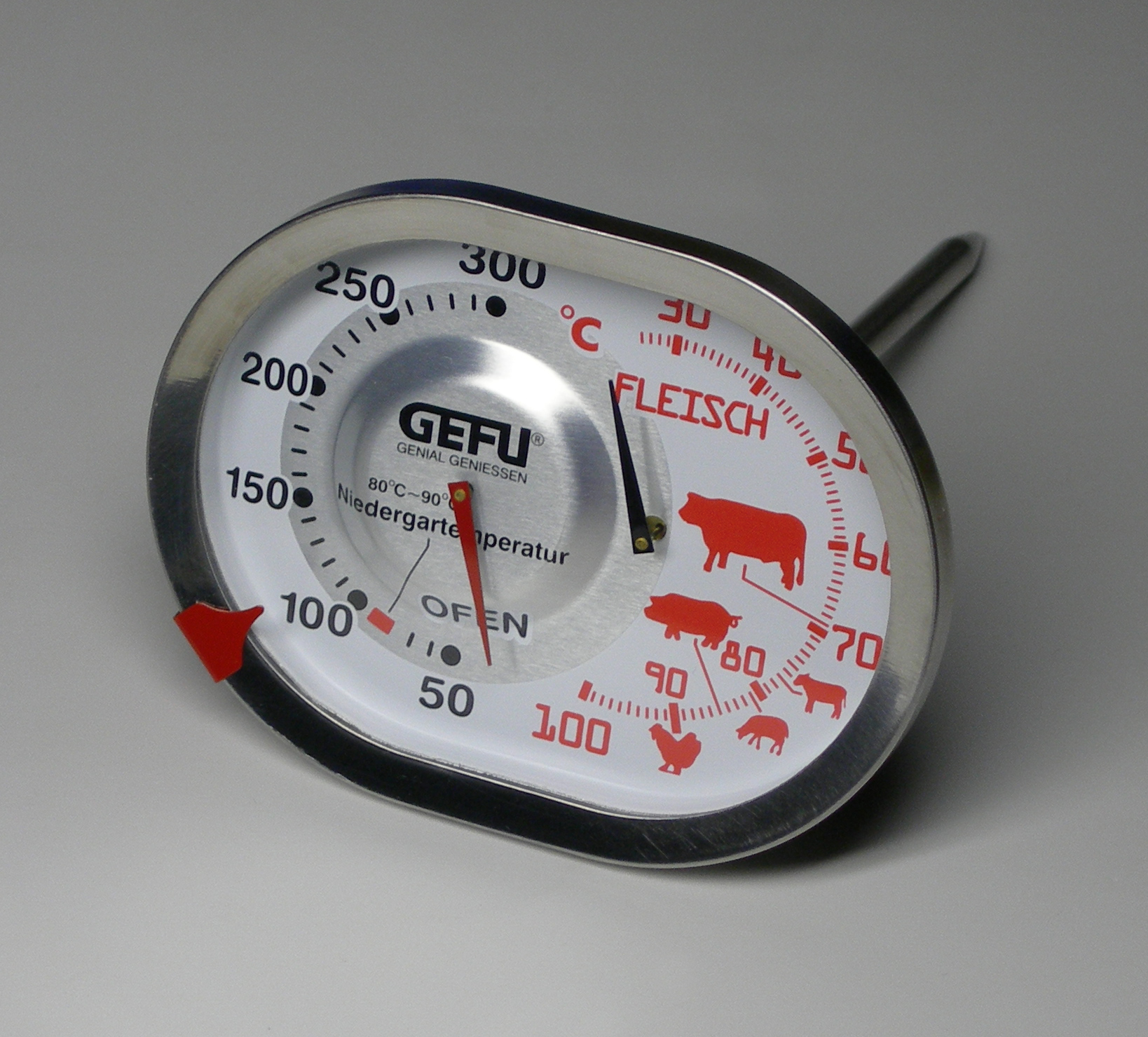
Kombiniertes Backofen- (links) und Bratenthermometer (rechts)

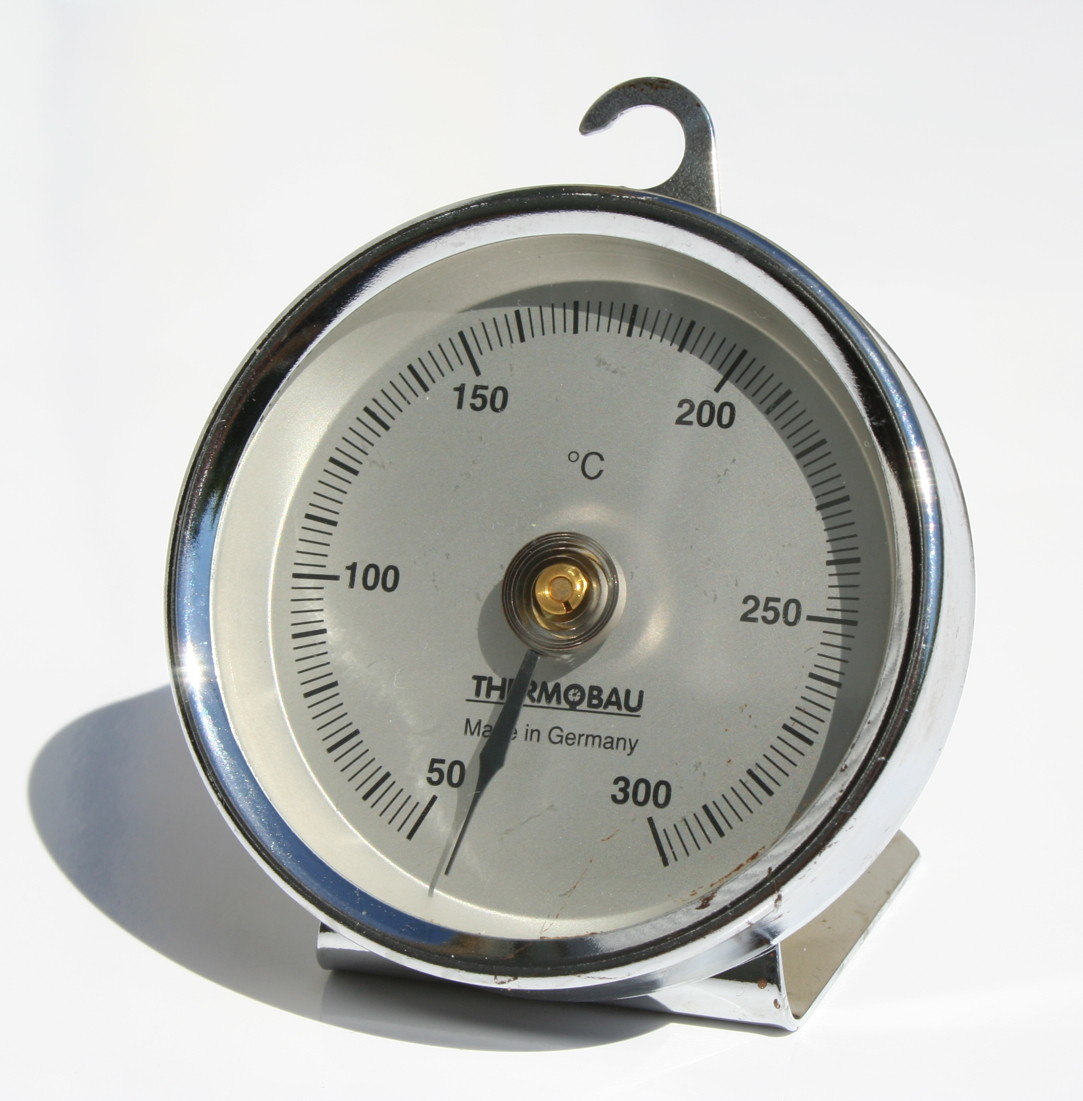
Hochwertiges Backofenthermometer zum Stellen oder Hängen

Ein Backofenthermometer misst die Innentemperatur eines Backofens. Es wird verwendet, weil die am Backofen eingestellte Temperatur häufig von der tatsächlichen abweicht. 
Backofenthermometer sind in der Regel Bimetallthermometer, die sich leicht aus hinreichend hitzebeständigen Materialien herstellen lassen. Sie verbleiben die gesamte Garzeit im Ofen. Das Thermometer sollte auf derselben Höhe wie die Speise aufgestellt werden, da die Temperatur im Ofen in der Regel nicht auf allen Ebenen gleich ist. 
Zu empfehlen ist der Einsatz eines Backofenthermometers bei der Zubereitung von temperaturkritischen Speisen, z. B. beim Niedrigtemperaturgaren. Das Backofenthermometer ist nicht zu verwechseln mit dem Bratenthermometer, das zur Messung der Kerntemperatur von Speisen dient.